# سعيدة المنبهي
سعيدة المَنَبْهِي (ولدت عام 1952 ، في مراكش - وتوفيت في 11 ديسمبر عام 1977، في الدار البيضاء) كانت شاعرة مغربية وناشطة في المنظمة الماركسية الثورية إلى الأمام. في عام 1975، حكم على سعيدة وخمسة أعضاء من المنظمة بالسجن لمدة سبع سنوات بتهمة القيام بأنشطة مناهضة ومعادية للدولة. في السجن بالدار البيضاء، قامت سعيدة بإضراب عن الطعام وتوفيت في اليوم السادس والثلاثين من الإضراب.
والجدير بالذكر أن سعيدة المنبهي تعد أول شهيدة عربية في إضراب عن الطعام من أجل النضال الثوري. وتعتبر أيقونة للتضحية والمثابرة والصمود بالنسبة للشباب والطلبة المغاربة ومصدر إلهام للنضال اليساري، ووصفها الشاعر عبد الله زريقة بـ «امرأة أحبت الضوء».
ويعد شعر سعيدة المنبهي - الذي تم تجميعه ونشره عام 2000 - مثالًا رئيسيًا على الشعر المغربي الثوري والنسوي. ويذكر أنها كانت تكتب بالفرنسية.

## حياتها المبكرة
ولدت سعيدة في حي شعبي يدعى رياض الزيتون، بمدينة مراكش، وقضت طفولتها في الحي ذاته. وتصف والدتها طفولتها قائلة: «لم أجد صعوبة في تربيتها، كانت متواضعة، مجتهدة، تطالع باستمرار، تحب الأطفال، وكانت دائما وهي في طريقها إلى البيت، تصحب معها الأطفال الرعاة قصد إطعامهم، وبدورهم كانوا يعترضون طريقها ليقدموا لها الزهور».
حصلت سعيدة على شهادة البكالوريا من مدرسة أبي العباس السبتي الثانوية بمراكش عام 1977، والتحقت بكلية الآداب بالرباط، شعبة الأدب الإنجليزي، ثم التحقت بالمركز التربوي الجهوي لتتخرج أستاذة بالسلك الأول، ودرست مادة الفرنسية بمدرسة الخوارزمي الإعدادية بالرباط. في ذلك الوقت ناضلت في صفوف الاتحاد الوطني لطلبة المغرب (أ.و.ط.م)، ثم الاتحاد المغربي للشغل قبل الالتحاق بالمنظمة الماركسية السرية «إلى الأمام».
تنحدر سعيدة المنبهي من عائلة مناضلة ذات طابع ثوري. فهي شقيقة عبد العزيز المنبهي، الذي تولى منصب رئيس الاتحاد الوطني لطلبة المغرب بعد المؤتمر 15 المنعقد في أغسطس 1972 والذي أقر لأول مرة بأن القضية الفلسطينية قضية وطنية. وقد أُختطف عام1973 وتعرض لأشد أنواع التعذيب، وبعد الإفراج عنه اضطر إلى مغادرة المغرب في نوفمبر 1977 ولم يعد إليها إلا عام 1994. كما اعتقل عزيز الوديي زوج شقيقة سعيدة،(خديجة المنبهي)، في سبتمبر عام 1972 وحكم عليه بـالسجن لمدة 10 سنوات قضاها كاملة بين سجن غبيلة بالدار البيضاء والسجن المركزي بالقنيطرة (المغرب) برفقة أمين عبد الحميد وأحمد حرزني وعبد اللطيف اللعبي وأنيس بلفريج وسيون أسيدون وآخرين، وذلك بتهمة المساس بأمن الدولة.

## إختطافها
في 16 يناير عام 1976، اختطفت سعيدة المنبهي واُحتجزت بمعتقل درب مولاي الشريف السري الشهير بكونه مركز أخطر جرائم التعذيب في عهد الملك المغربي الراحل الحسن الثاني  ، بالدار البيضاء، بالإضافة إلى ثلاثة مناضلات أخريات مكثن معها بالمعتقل السري، وهناك تعرضن لشتى أنواع العقاب والتعذيب الجسدي والنفسي قبل نقلهن إلى السجن المدني بالدار البيضاء.
و قد فرض عليها مع رفيقتيها فاطمة عكاشة وربيعة لفتوح العزلة التامة بالسجن المدني بالدار البيضاء.

## نشاطها الثوري والنسوي
بالرغم من تعرض سعيدة لأقصى أنواع التعذيب، ظلت مؤمنة بمبادئها وقناعاتها ومعتقداتها. ولم تتمكن قسوة الاعتقال من أن تنسيها محنة شعبها وقضاياه، ومن ثم بدأت تحمل على عاتقها مهمة جديدة وهي مراقبة وضع السجينات، وتسليط الضوء على قضايا المرأة، وخاصة النساء اللاتي عملن في الدعارة، فحاولت التعرف على دوافعهن الاجتماعية والمادية لذلك  ، وقامت بدراسة قيمة أثناء فترة السجن وتناولت فيها موضوعات كالدعارة والرذيلة والرشوة والفساد من ناحية ارتباطها بالنظام السياسي القائم بالمغرب، والذي عمل على نشر تلك الظواهر وتشجيعها في ظل مجتمع عانى فيه الشعب من البؤس والشقاء، وذلك بعد أن أستندت إلى شهادات عشرات النساء.

حكم على سعيدة المنبهي مع مجموعة أبراهام السرفاتي بالسجن لمدة خمس سنوات إلي جانب سنتين بتهمة الإساءة إلى القضاء 
 ، وخلال هذه المحاكمة انتفضت ضد انتهاكات حقوق الدفاع، وبذلك ساهمت مع رفاقها في قلب الكفة، فأصبحت محاكمة للنظام القائم بدلًا من محاكمة معارضيه.
أعربت سعيدة المنبهي عن مساندتها لحق تقرير المصير وأدانت بشدة الوضع المأساوي لنساء المغرب واستغلالهن، وذلك أثناء جلسات المحاكمة بالدار البيضاء ضمن مجموعة 138 (التي ضمت أبراهام السرفاتي وإدريس بنزكري وصلاح الدين الوديع وعبد القادر الشاوي) في 1977.

## وفاتها
ابتداء من يوم 8 نوفمبر 1977 دخلت سعيدة المنبهي في إضراب تام عن الطعام وذلك بهدف سن قانون المعتقل السياسي والدعوة إلي تحسين ظروف المعتقلين وفك العزلة عن الرفيقات المناضلات وعن المناضل إبراهام السرفاتي، وقد دام الإضراب لمدة 34 يوما نقلت بعدها إلى المستشفى، ومنعت عنها محاليل الماء والسكر، وبسبب الإهمال توفيت سعيدة يوم 11 ديسمبر 1977 بمستشفى ابن رشد بالدار البيضاء وهي في سن 25 سنة.

## أدبها
كان شعر سعيدة المنبهي بمثابة الجهد الأدبي الذي ولد بين جدران السجون والمعتقلات. ففي عام 1976 في السجن المدني بالدار البيضاء، بدأت تكتب علي جدران السجن بأظافرها لتسجل معاناتها وتجاربها المريرة ولم تكن تطمح لشهرة أو مجد بل كانت تؤرخ محن الوطن. فعلى سبيل المثال كتبت قصيدة «فتيات اللذة» لتعبر فيها عن معاناة المرأة التي تضطر إلي اللجوء إلي الدعارة، وعبرت عن كون هؤلاء النساء والفتيات ضحايا أستغلال الرجال ونظرتهم المتدنية لهن باعتبارهن مجرد أجساد في مجتمع طغى عليه البؤس والشقاء. برعت سعيدة في كتابة الرسائل المؤثرة لأفراد أسرتها فكتبت «والداي الأعزاء». ولا تزال كلمات تلك الرسائل تثير مشاعر الثورة والنضال والكفاح في نفوس من يقرأها «تذكروني بفرح فأنا وان كان جسدي بين القضبان الموحشة فان روحي العاتية مخترقة لأسوار السجن العالية وبواباته الموصدة وأصفاده وسياط الجلادين الذين أهدوني إلى الموت. أما جراحي فباسمة، محلقة بحرية، بحب متناه، تضحية فريدة، وبذل مستميت». وقبل وفاتها كتبت قصيدة «سأموت مناضلة» لتسطر بها آخر الصفحة الأخيرة في صفحات كفاحها الثوري.
وتري الباحثة هند عروب في قراءة للشعر الثوري لسعيدة المنبهي «إن للحب حضور لافت على مدار القصائد والرسائل، فبه قاومت وتماسكت إلى أن رحلت. فحبها لعائلتها فردا فردا، كان متفجرا في الرسائل وتفاصيل أحاديث هذه الرسائل»، ثم تضيف «لا ننكر أن دور العائلة جلي في مد جسور الرسالة، الشيء الوحيد الذي يصبر المعتقلين ويشد أزرهم. كانت سعيدة تتحدث مع أخواتها عن كيفية تربية الأولاد ومعاملتهم، عن ذكرياتها مع إخوتها ووالديها، عن أحوالها داخل السجن، حنينها واشتياقها لتقبيلهم. والجميل في رسائلها أنها هي من كانت تطمئنهم عليها»  وقد ترجم عبد اللطيف اللعبي النصوص الشعرية الخاصة بالسجينة الراحلة ونشرت بمجلة البديل عام 1982 في السنة الأولى العدد الثاني بعنوان (مختارات من ديوان سعيدة المنبهي)الصفحة 25 -36 والتي منعت عقب انتفاضة 1984الى جانب مجلات تقدمية أخرى.